# Бражниковский сельсовет (Волоколамский район)
Бражниковский сельсовет — упразднённая административно-территориальная единица, существовавшая на территории Московской губернии и Московской области до 1954 года.
Бражниковский с/с создан в 1925 году в составе Осташёвской волости Волоколамского уезда Московской губернии путём преобразования Иваньковского с/с.
По данным 1926 года в состав сельсовета входили 4 населённых пункта — Бражниково, Благовещенск, Иваньково и Тепнево, а также 1 хутор.
В 1929 году Бражниковский с/с был отнесён к Волоколамскому району Московского округа Московской области, при этом ему были переданы селения Жулинского и Кукишевского с/с.
4 января 1939 года Бражниковский с/с был передан в состав нового Осташёвского района.
14 июня 1954 года Бражниковский с/с был упразднён. При этом его территория была передана в Осташёвский с/с.